# Mel Gibson
Mel Columcille Gerard Gibson (Peekskill, Nueva York, 3 de enero de 1956), conocido como Mel Gibson, es un actor, director y productor de cine estadounidense. Fue designado como enviado presidencial de Donald Trump en Hollywood en enero de 2025.
Abanderado de la mejor generación del cine australiano y tras lograr la fama en Hollywood con las series de películas Mad Max y Lethal Weapon, Gibson se embarcó en dirigir y actuar en la película Braveheart, ganadora de cinco Premios Óscar, incluyendo mejor película y mejor dirección. La dirección de Gibson en esta película le convirtió en el sexto actor-director ganador del Óscar como mejor director. En 2004, dirigió y produjo La pasión de Cristo, película que logró recaudar más de 600 millones de dólares y que relataba las últimas horas de la vida de Jesucristo. En 2017, obtuvo nuevamente una nominación al Óscar a mejor director por la película Hasta el último hombre.

## Biografía

### Primeros años

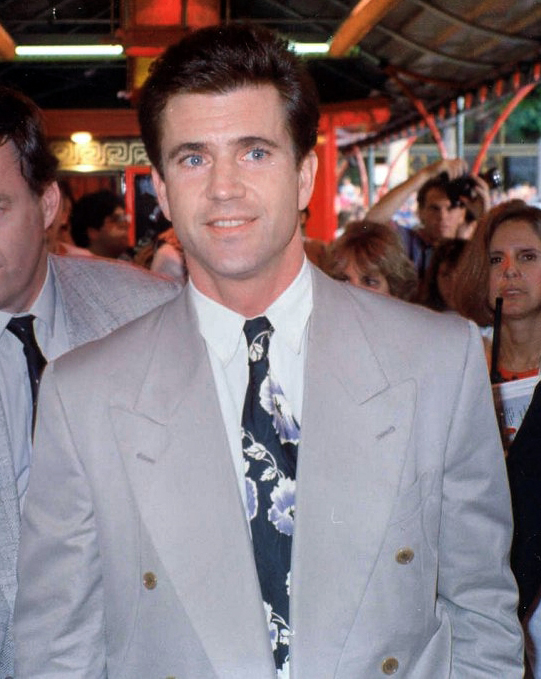
Gibson en 1990.

Mel Gibson es hijo de Hutton Gibson y de Anne Reilly Gibson. Su abuela materna fue una cantante de ópera australiana, Eva Mylott. Es el sexto de once hijos. Uno de sus hermanos menores, Donald, también es actor.
Su nombre, Mel, proviene del fundador de la diócesis de Ardagh, un santo irlandés del siglo V, mientras que su nombre Columcille, también ha sido vinculado a un santo irlandés. Columcille es el nombre de la parroquia irlandesa del condado de Longford donde nació y creció su madre, Anne Reilly.
Mel Gibson nació y vivió sus primeros años en Estados Unidos, donde el padre de Mel trabajaba para la compañía de ferrocarriles New York Central, cuando sufrió una lesión por la que demandó a la empresa, en febrero de 1968. El jurado le concedió indemnizaciones por 145.000 $. Luego, la familia Gibson se fue a vivir a Australia debido a las protestas de Hutton Gibson contra la Guerra de Vietnam, en la que los hermanos mayores de Mel se arriesgaban a ser reclutados. También se debió a que Hutton pensaba que los cambios en los Estados Unidos se estaban volviendo inmorales.

### Familia
El 7 de junio de 1980, Gibson contrajo matrimonio con Robyn Moore, una enfermera a quien conoció a través de un servicio de citas. La pareja tuvo siete hijos: una hija y seis hijos: Hannah (1980), los gemelos Edward y Christian (1982), Willie (1985), Louis (1988), Milo (1990) y Tommy (1999). En 2009, Robyn pidió el divorcio alegando diferencias irreconciliables, lo que se convirtió entonces en el divorcio más caro de la meca del cine. [cita requerida]
Aunque Gibson es católico y Robyn anglicana, nunca desaprobó las creencias de su esposa, argumentando que “el verdadero amor no conoce barreras”. También se ha referido a ella (con sentido del humor) como su “Peñón de Gibraltar, sólo que más hermosa”.
Después de su divorcio de Robyn, Mel mantuvo una relación con la cantante y pianista rusa Oksana Grigorieva, con quien tuvo una hija nacida el 30 de octubre de 2009. Se separaron en abril de 2010. Oksana Grigorieva lo acusó de golpearla con tanta fuerza que se rompió los dientes mientras llevaba a su hija pequeña. A Gibson se le prohibió acercarse a Grigorieva y a su hija por una orden de restricción relacionada con la violencia doméstica. El Departamento del Sheriff del Condado de Los Ángeles inició una investigación de violencia doméstica contra Gibson, que luego se suspendió cuando Gibson no impugnó un cargo de lesiones menor.
En la actualidad, su pareja es una modelo 34 años más joven que el cineasta, llamada Rosalind Ross con la que tiene su noveno hijo.

## Premios
El 25 de julio de 1997, Gibson fue nombrado oficial honorario de la Orden de Australia (AO), como reconocimiento por su "servicio a la industria australiana de cine". El premio fue honorario porque puede ser ordinario solamente para los ciudadanos australianos. En 1985, Gibson fue nombrado "El hombre vivo más sexy (The Sexiest Man Alive)" por la revista People, y fue la primera persona nombrada como tal. En 1995 Gibson declinó de forma secreta el nombramiento para la Orden de las Artes y Letras que concede el gobierno francés, como protesta a la reanudación de pruebas nucleares de Francia en el Pacífico suroeste. En 2004 la revista Time eligió a Mel Gibson y a Michael Moore como "Hombres del año" (Men of the Year), pero Gibson rechazó tanto ir a la sesión fotográfica como conceder una entrevista, por lo que en la portada terminó apareciendo George W. Bush.

## Filantropía

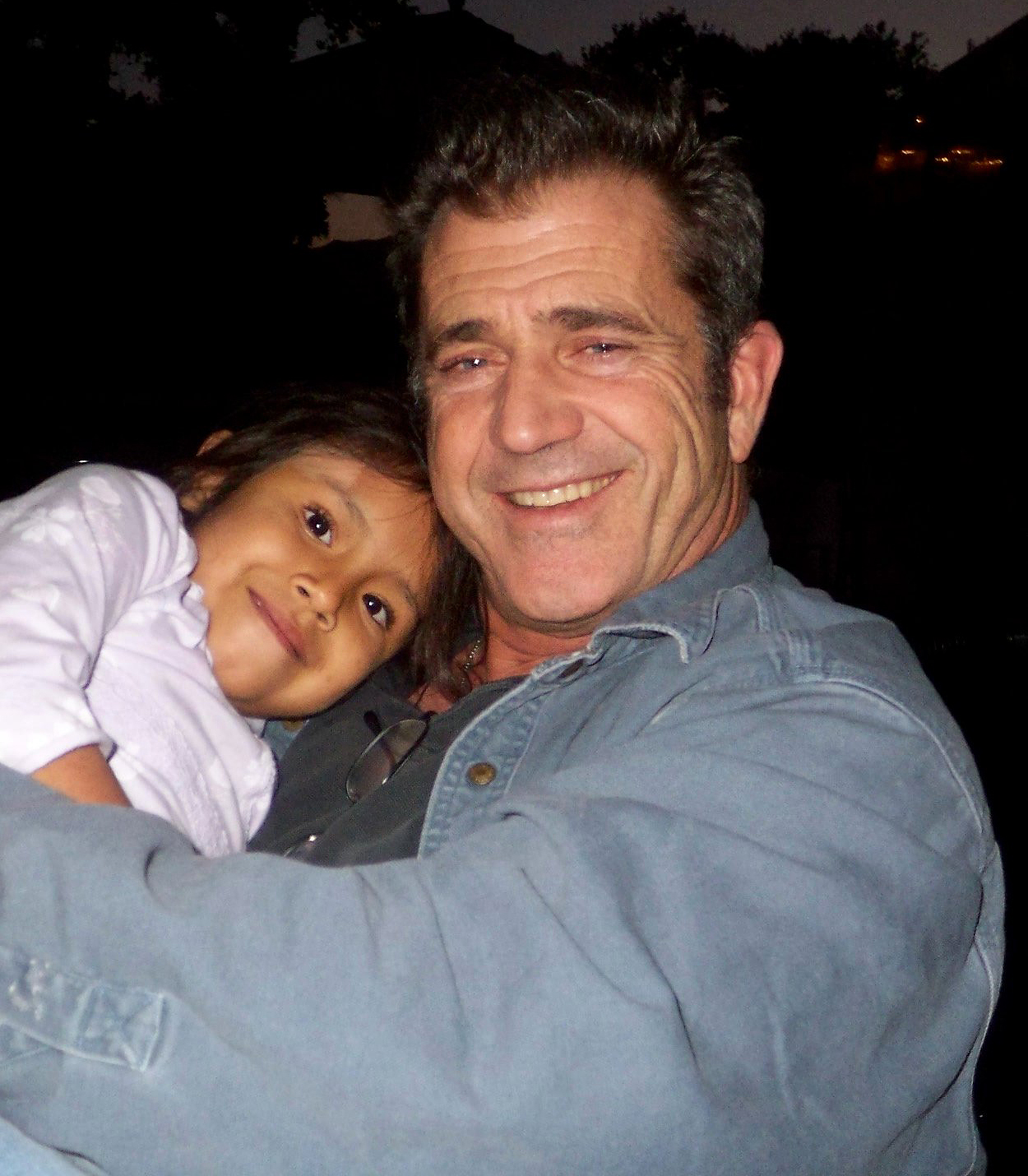
Gibson en la fiesta de Navidad de 2007 de la organización caritativa Mending Kids, de la que su exesposa Robyn es presidenta.

Aunque los Gibson han evitado dar publicidad respecto a sus obras de caridad, se cree que donan grandes cantidades de dinero. Una conocida obra de caridad es “Healing The Children”. De acuerdo con Cris Embleton, uno de los fundadores, los Gibson han dado millones para proveer medicinas con el objeto de ayudar a los niños necesitados en el mundo entero. Mientras filmaba la película Apocalypto en las junglas de México, en Veracruz, Gibson donó dinero para construir casas para los pobres de la región.

## Religión
Gibson es católico, de tendencia tradicionalista sedevacante.
Ha apostado, conforme a sus creencias, por las propuestas provida. En 2004 condenó públicamente la financiación estatal de las investigaciones sobre células madre, lo que incluía clonar un embrión humano. En marzo de 2005 emitió una declaración en contra de la eutanasia respecto al caso de Terri Schiavo, y se refirió a su muerte como un "asesinato por sanción estatal" durante el programa radiofónico de Sean Hannity.
Gibson ha expresado la creencia de que Dios le está indicando su camino, particularmente respecto a la película La Pasión de Cristo. En 2003 contó al The New Yorker: «Hay señales. Señales de gracia, así se llaman. Es tan clara como una luz de un semáforo. ¡Bing! Quiero decir, simplemente te agarra y sabes que tienes que escuchar y seguirlo». Durante una proyección de la película ante el clero, dijo que el Espíritu Santo estaba haciendo la película mediante él: «Yo simplemente dirigía el tráfico».

## Política partidaria
Gibson mostró y expresó su admiración por el director Michael Moore por su documental Fahrenheit 9/11. La productora de Gibson, Icon Productions, había acordado originalmente apoyar la película de Moore, pero vendió sus derechos repentinamente a Miramax Films. Moore señaló su opinión de que «altos republicanos» intimidaron a Mel Gibson para que así lo hiciera.
En una entrevista para la revista Playboy, en julio de 1995, Gibson dijo: "el presidente Bill Clinton es un oportunista de bajo nivel porque alguien le señala lo que tiene que hacer". Señaló su creencia de que Clinton y otros políticos habían ganado becas Rhodes, lo que formaba parte de un engaño para convertir a los estudiosos de Rhodes en políticos para crear un "nuevo orden mundial". Dijo que esto era una forma de marxismo.
En el Festival de Venecia de 1995 se opuso públicamente a las pruebas nucleares que el presidente francés Jacques Chirac mandó realizar en el Pacífico Sur (Mururoa).
En 2006 Gibson declaró a la revista inglesa Empire que el miedo del que habla en su película Apocalypto le "recordaba un poco al presidente Bush y sus muchachos". Ha criticado la Guerra en Irak en varias entrevistas.
Al comienzo de una pelea de la UFC en julio de 2021, Gibson fue captado por las cámaras recibiendo a Donald Trump con un controversial saludo militar.

## Controversias

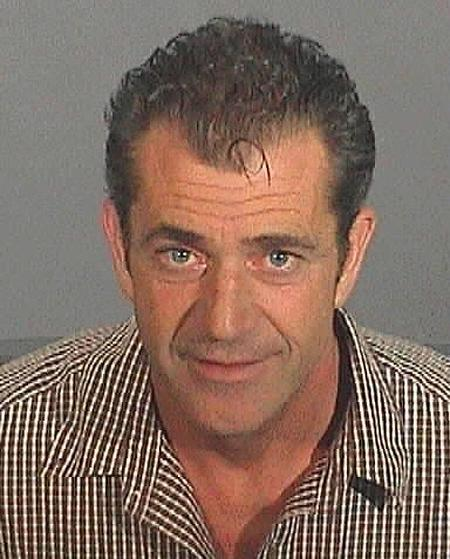
Foto policial de Gibson tomada el 28 de julio de 2006, tras el incidente en el que fue acusado de antisemita.

### Antisemitismo
Antes de que fuera lanzada su película La pasión de Cristo, hubo críticas prominentes sobre el contenido antisemita percibido en la película. 20th Century Fox le dijo al asambleísta de Nueva York, Dov Hikind, que habían distribuido la película en respuesta a una protesta fuera del edificio News Corporation. Hikind advirtió a otras compañías que "no deberían distribuir esta película. Esto no es saludable para los judíos de todo el mundo".
Un comité conjunto del Secretariado para Asuntos Ecuménicos e Interreligiosos de la Conferencia de Obispos Católicos de los Estados Unidos y el Departamento de Asuntos Interreligiosos de la Liga Antidifamación obtuvieron una versión del guion antes de ser lanzada en los cines. Lanzaron una declaración, llamándola:

uno de los textos más problemáticos, en relación con el potencial antisemita, que cualquiera de nosotros había visto en veinticinco años. Debe enfatizarse que la historia principal presentaba a Jesús como una perseguida implacable por una camarilla maligna de judíos, encabezada por el sumo sacerdote Caifás, quien finalmente chantajeó a un Pilato de rodillas débiles para que matara a Jesús. Esta es precisamente la historia que alimentó siglos de antisemitismo dentro de las sociedades cristianas. Esta es también una historia rechazada por la Iglesia Católica en el Vaticano II en su documento Nostra Aetate, y por casi todas las iglesias protestantes principales en documentos paralelos. …A menos que esta historia básica haya sido alterada por el Sr. Gibson, un católico marginal que está construyendo su propia iglesia en el área de Los Ángeles y que aparentemente no acepta ni las enseñanzas del Vaticano II ni la erudición bíblica moderna, La Pasión de Cristo retiene un potencial real para socavar el repudio del antisemitismo clásico cristiano por las iglesias en los últimos cuarenta años.

La propia ADL también publicó una declaración sobre la película antes de su lanzamiento:

Para que los cineastas hagan justicia a los relatos bíblicos de la pasión, deben complementar su visión artística con una sólida erudición, que incluye el conocimiento de cómo los relatos de la pasión se han utilizado históricamente para menospreciar y atacar a los judíos y el judaísmo. A falta de una comprensión tan académica y teológica, producciones como La Pasión podrían falsificar la historia y avivar la animadversión de quienes odian a los judíos.

En The Nation, la crítica Katha Pollitt dijo: "Gibson ha violado casi todos los preceptos de la Conferencia de Obispos Católicos de los Estados Unidos con los 'Criterios' de 1988 para la representación de judíos en dramatizaciones de la Pasión (sin judíos sedientos de sangre, sin gentuza, sin uso de las Escrituras que refuerzan los estereotipos negativos de los judíos, etc.) […] Los sacerdotes tienen narices grandes y caras retorcidas, cuerpos gruesos, dientes amarillos, Herodes Antipas y su corte son una extraña colección de pervertidos epicénicos de pelo grasiento. Los "buenos judíos" parecen estrellas de cine italianas (el símbolo sexual italiano Monica Bellucci es María Magdalena); la madre de Jesús, que tendría alrededor de 50 años y aparecía con 70, podría pasar por unos maduros 35". El sacerdote jesuita p. William Fulco, S.J., de la Universidad Loyola Marymount -y el traductor de diálogo hebreo de la película- discreparon específicamente con esa evaluación, mostrándose en contra de las preocupaciones de que la película acusara a la comunidad judía de deicidio.
South Park parodió la controversia en los episodios "Good Times with Weapons", "Up the Down Steroid" y "The Passion of the Jew", todos los cuales se emitieron solo unas semanas después del lanzamiento de la película.
El 28 de julio de 2006, Gibson fue arrestado por el subcomisionado James Mee del Departamento del Sheriff del Condado de Los Ángeles por conducir bajo la influencia del alcohol (DUI) mientras conducía a toda velocidad en su vehículo con un recipiente abierto de bebida alcohólica, que es ilegal en California. Según un artículo publicado en 2011 en Vanity Fair, Gibson le dijo al oficial que lo arrestó: "Mi vida se acabó. Estoy jodido. Robyn va a dejarme". De acuerdo con el informe del arresto, Gibson estalló en una diatriba furiosa cuando el oficial que lo arrestaba no le permitió conducir a casa. Gibson llegó al clímax con las palabras: "Malditos judíos... los judíos son los responsables de todas las guerras del mundo. ¿Eres judío?". El sheriff que lo arrestó, James Mee, era judío.
Después de que se filtrara el informe del arresto en TMZ.com, Gibson emitió dos disculpas por medio de su publicista y, en una entrevista televisada con Diane Sawyer, afirmó la exactitud de sus dichos. Además se disculpó por su comportamiento "despreciable", diciendo que los comentarios fueron "soltados en un momento de locura", y solicitó reunirse con líderes judíos para ayudarlo a "discernir el camino apropiado para la curación".

### Abuso del alcohol
Gibson declaró que comenzó a beber alcohol a la edad de trece años. En una entrevista en 2002, hablando sobre su estancia en el Instituto Nacional de Arte Dramático, Gibson dijo: «He tenido altos muy buenos, pero algunos bajos muy bajos. Hace poco me enteré de que soy maníaco-depresivo».
En 1984, después de un accidente automovilístico en Toronto bajo los efectos del alcohol, a Gibson se le prohibió conducir en Ontario durante tres meses. Se retiró a su granja en Australia durante más de un año para recuperarse, pero siguió luchando con la bebida. A pesar de este problema, Gibson se ganó una reputación en Hollywood por su profesionalismo y puntualidad, de manera que el director Richard Donner dijo haberse sorprendido cuando Gibson le confesó que bebía hasta cinco pintas de cerveza durante el desayuno. A principios de la década del 2000, Gibson señaló que la depresión lo llevó a contemplar el suicidio, pero se apoyó en la pasión de Cristo para sanar. Se tomó un tiempo libre de la actuación en 1991 y buscó ayuda profesional. Ese año, los abogados de Gibson no lograron evitar que el Sunday Mirror publicara que su cliente asistió a reuniones de Alcohólicos Anónimos. En 1992, Gibson prestó apoyo financiero al Centro de Recuperación de Hollywood, diciendo: «El alcoholismo es algo habitual en mi familia. Es algo que está cerca de mí. La gente se recupera de ello, es un milagro».
El 28 de julio de 2006, Gibson fue arrestado de nuevo por conducir bajo los efectos del alcohol. Llevaba exceso de velocidad y en su vehículo había envases abiertos de bebidas alcohólicas, algo que es ilegal en la mayor parte de los Estados Unidos. Según un artículo de 2011 en la revista Vanity Fair, Gibson dijo al agente que lo arrestó: «Mi vida ha terminado. Estoy jodido. Robyn me va a dejar». Según el informe del arresto, Gibson luego estalló en un arranque de ira contra el agente que lo detuvo. Después de que el informe del arresto se filtrara en TMZ.com, Gibson emitió dos disculpas a través de su publicista, y en una entrevista televisiva con Diane Sawyer, confirmó que sí había dicho lo que se le imputó esa noche. Más delante se disculpó por su «despreciable» conducta, diciendo que los comentarios fueron «en un momento de locura» y pidió reunirse con los líderes judíos para que le ayudaran a «discernir el camino apropiado para su curación». Tras el arresto de Gibson, su publicista dijo que había entrado en un programa de recuperación del alcoholismo.
El 17 de agosto de 2006, Gibson no refutó el delito de conducir ebrio y fue condenado a tres años de libertad condicional. Se le ordenó asistir a reuniones de autoayuda cinco veces por semana durante cuatro meses y medio y tres veces a la semana durante el resto del primer año de su libertad condicional. También se le ordenó asistir a un programa de delincuentes primerizos, fue multado con 1300 dólares, y su licencia fue restringida durante 90 días. En una audiencia en mayo de 2007, Gibson fue elogiado por su cumplimiento de los términos de su libertad condicional y su amplia participación en un programa de autoayuda. En cuanto a su problema con la bebida, durante una entrevista para la televisión australiana en agosto de 2016, Gibson declaró: «Puedo decir orgulloso que llevo una década sin probar una gota».

### Violencia doméstica
En julio de 2010, Gibson había sido grabado durante una llamada telefónica con Oksana Grigorieva sugiriendo que si ella era «violada por una manada de negros», ella sería la culpable. En 2010, la novia de Gibson, Oksana Grigorieva (con quien tuvo una hija), lo acusó de golpearla con tanta fuerza que le rompió los dientes mientras llevaba a su pequeña hija. A Gibson se le prohibió acercarse a Grigorieva o a su hija debido a una orden de restricción relacionada con la violencia doméstica. El Departamento del Sheriff del Condado de Los Ángeles lanzó una investigación de violencia doméstica contra Gibson, que luego se suspendió cuando Gibson no impugnó un cargo de lesiones menor.

### Homofobia
La Alianza de Gays y Lesbianas contra la Difamación (GLAAD) acusó a Gibson de homofobia después de una entrevista en diciembre de 1991 en el diario español El País en la que hizo comentarios despectivos sobre los homosexuales. Gibson luego defendió sus comentarios y rechazó las llamadas para disculparse, incluso cuando se enfrentó a nuevas acusaciones de homofobia a raíz de su película Braveheart. Sin embargo, Gibson se unió a GLAAD como anfitrión de diez cineastas gais y lesbianas para un seminario sobre la ubicación en el set de la película Conspiracy Theory en enero de 1997. En 1999, cuando le preguntaron sobre los comentarios a El País, Gibson dijo: «No debería haberlo hecho. Lo dije, pero estaba haciendo cosquillas con un poco de vodka durante la entrevista, y la cita volvió a morderme en el culo».

## Filmografía

### Como actor
| Cine | Cine                           | Cine                                     | Cine                         |
| Año  | Título original                | Rol                                      | Director                     |
| ---- | ------------------------------ | ---------------------------------------- | ---------------------------- |
| 1977 | Summer City                    | Scollop                                  | Christopher Fraser           |
| 1979 | Mad Max                        | Max Rockatansky                          | George Miller                |
| 1979 | Tim                            | Tim Melville                             | Michael Pate                 |
| 1980 | The Chain Reaction             | Mecánico barbudo                         | Ian Barry                    |
| 1981 | Gallipoli                      | Frank Dunne                              | Peter Weir                   |
| 1981 | Mad Max 2                      | Max Rockatansky                          | George Miller                |
| 1982 | Attack Force Z                 | Capitán P.G. Kelly                       | Tim Burstall                 |
| 1982 | The Year of Living Dangerously | Guy Hamilton                             | Peter Weir                   |
| 1984 | Mrs. Soffel                    | Ed Biddle                                | Gillian Armstrong            |
| 1984 | The Bounty                     | Fletcher Christian                       | Roger Donaldson              |
| 1984 | The River                      | Tom Garvey                               | Mark Rydell                  |
| 1985 | Mad Max Beyond Thunderdome     | Max Rockatansky                          | George Miller                |
| 1987 | Lethal Weapon                  | Sargento Martin Riggs                    | Richard Donner               |
| 1988 | Tequila Sunrise                | Dale "Mac" McKussic                      | Robert Towne                 |
| 1989 | Lethal Weapon 2                | Sargento Martin Riggs                    | Richard Donner               |
| 1990 | Bird on a Wire                 | Rick Jarmin                              | John Badham                  |
| 1990 | Air America                    | Gene Ryack                               | Roger Spottiswoode           |
| 1990 | Hamlet                         | Hamlet                                   | Franco Zeffirelli            |
| 1992 | Lethal Weapon 3                | Sargento Martin Riggs                    | Richard Donner               |
| 1992 | Forever Young                  | Daniel McCormick                         | Steve Miner                  |
| 1993 | The Man Without a Face         | Justin McCleod                           | Él mismo                     |
| 1994 | Maverick                       | Bret Maverick                            | Richard Donner               |
| 1995 | Pocahontas                     | John Smith (voz)                         | Eric Goldberg y Mick Gabriel |
| 1995 | Braveheart                     | William Wallace                          | Él mismo                     |
| 1995 | Casper                         | El Mismo (no acreditado)                 | Brad Silberling              |
| 1996 | Ransom                         | Tom Mullen                               | Ron Howard                   |
| 1997 | Fathers' Day                   | El Mismo (no acreditado)                 | Ivan Reitman                 |
| 1997 | Conspiracy Theory              | Jerry Fletcher                           | Richard Donner               |
| 1997 | FairyTale: A True Story        | Sergeant Major Griffiths (no acreditado) | Charles Sturridge            |
| 1998 | Lethal Weapon 4                | Sargento Martin Riggs                    | Richard Donner               |
| 1999 | Payback                        | Porter                                   | Brian Helgeland              |
| 1999 | The Simpsons                   | Él mismo (cameo de voz)                  | Matt Groening                |
| 2000 | The Million Dollar Hotel       | Detective Skinner                        | Wim Wenders                  |
| 2000 | Chicken Run                    | Rocky                                    | Peter Lord, Nick Park        |
| 2000 | The Patriot                    | Benjamin Martin                          | Roland Emmerich              |
| 2000 | What Women Want                | Nick Marshall                            | Nancy Meyers                 |
| 2002 | Signs                          | Rev. Graham Hess                         | M. Night Shyamalan           |
| 2002 | We Were Soldiers               | Lt. Col. Hal Moore                       | Randall Wallace              |
| 2003 | The Singing Detective          | Dr. Gibbon                               | Keith Gordon                 |
| 2004 | Paparazzi                      | Anger Management Therapy Patient (cameo) | Paul Abascal                 |
| 2010 | Edge of Darkness               | Thomas Craven                            | Martin Campbell              |
| 2011 | The Beaver                     | Walter Black                             | Jodie Foster                 |
| 2012 | Get The Gringo                 | Driver                                   | Adrian Grunberg              |
| 2013 | Machete Kills                  | Luther Voz                               | Robert Rodriguez             |
| 2014 | The Expendables 3              | Conrad Stonebanks                        | Patrick Hughes               |
| 2016 | Blood Father                   | John Link                                | Jean-François Richet         |
| 2017 | Daddy's Home 2                 | Kurt Mayron                              | Sean Anders                  |
| 2018 | Dragged Across Concrete        | Brett Ridgeman                           | S. Craig Zahler              |
| 2019 | The Professor and the Madman   | James Murray                             | Farhad Safinia               |
| 2020 | Force of Nature                | Ray Barrett                              | Michael Polish               |
| 2020 | Fatman                         | Chris Cringle                            | Eshom Nelms, Ian Nelms.      |
| 2021 | Boss Level                     | Colonel Clive Ventor                     | Joe Carnahan                 |
| 2021 | Dangerous                      | Dr. Alderwood                            | David Hackl                  |
| 2022 | Last Looks                     | Alastair Pinch                           | Tim Kirkby                   |
| 2022 | Misión Panamá                  | Stark                                    | Mark Neveldine               |
| 2022 | Agent Game                     | Olsen                                    | Grant S. Johnson             |
| 2022 | Father Stu                     | Bill Long                                | Rosalind Ross                |
| 2022 | Hot Seat                       | Wallace Reed                             | James Cullen Bressack        |
| 2022 | Bandit                         | Tommy Kay                                | Allan Ungar                  |
| 2022 | On the Line                    | Elvis Cooney                             | Romuald Boulanger            |
| 2023 | Confidential Informant         | Kevin Hickey                             | Michael Oblowitz             |
| 2023 | Desperation Road               | Mitchell Gaines                          | Nadine Crocker               |
| 2024 | Boneyard                       | Agente Petrovick                         | Asif Akbar                   |

### Como director y productor

#### El hombre sin rostro(1993)
El hombre sin rostro es la historia de un hombre solitario, un profesor, MCLeod, pero que esconde un alma honesta y virtuosa, cuyo rostro está desfigurado por un accidente años atrás.
Él acepta ser tutor de un niño llamado Nordstart con conflictos familiares. El niño y el tutor logran formar una auténtica amistad; sin embargo, la madre del niño sospecha que el tutor y el accidente que lo dejó sin rostro fue por causa de haber mantenido aparentemente relaciones homosexuales con un alumno que resultó muerto en el accidente. Ella prohíbe a su hijo que visite a quien le ha dado amistad, protección, enseñanza y apoyo debido a su aparente pasado.

#### Braveheart(1995)
Braveheart está basada en la legendaria historia de William Wallace (Mel Gibson), montañés de Escocia, que lleva a su clan a luchar contra la tiranía de Eduardo I. Tras el brutal asesinato de su esposa a manos de ocupantes ingleses, Wallace busca venganza, y hambrientos y en inferioridad numérica, Wallace lidera a los patriotas escoceses y organiza un ejército de guerreros sedientos de libertad y logra recuperar el espíritu que haría a Escocia libre para siempre. Protagonizada por él mismo y por Catherine McCormack, fue galardonada con cinco premios de la Academia.

#### La Pasión de Cristo(2004)
La Pasión de Cristo recrea los agónicos y redentores sucesos que tuvieron lugar durante las últimas doce horas en la vida de Jesús de Nazaret desde el momento en que acude al Huerto de los Olivos (Getsemaní) con los apóstoles a orar tras la Última Cena.
Desde el estreno la película levantó una gran polémica, con acusaciones de antisemitismo, motivadas principalmente por las violentas escenas que se dan durante el filme. Mel Gibson ya había avisado su intención de rodar la película más realista de la historia sobre la figura de Jesucristo.

#### La familia salvaje(2004-2005)
La familia salvaje fue una serie cómica ambientada en Massachusetts de la cual Gibson tuvo la idea de hacer y dirigir algunos capítulos. La serie trata de un padre soltero, Nick Savage (Keith Carradine), que es bombero y tiene cinco hijos. Jack Savage (Shaun Sipos) es el guapo y el que liga. Chris Savage (Eric Von Detten) es el deportista. Sam Savage (Andrew Eiden) es el inteligente y estudioso. Kyle Salvage (Evan Ellingson) es el creído y T.J Salvage (Jason Dolley) es el benjamín de la pandilla, un adicto a la venta por Internet con solo 13 años. Nick encuentra más paz en su trabajo que en su casa aunque sea bombero, ya que sus hijos son los que siempre se meten en líos.

#### Apocalypto(2006)
Apocalypto se sitúa en los tiempos del declive de la civilización maya, cuando la idílica existencia de un poblado es brutalmente interrumpida por el ataque de una fuerza invasora que se puede identificar como guerreros mayas. Cabe recalcar que el director mexicano Juan Mora Cattlet alega que hubo plagio a su película Retorno a Aztlán de 1991.

#### Hasta el último hombre(2016)
Hasta el último hombre cuenta la historia del héroe de guerra Desmond T. Doss en la Segunda Guerra Mundial, y está protagonizada por Andrew Garfield, Hugo Weaving y Teresa Palmer. Se estrenó el 4 de noviembre de 2016 y cosechó un aceptable éxito en taquilla, recibiendo también extraordinarias críticas. Logró seis candidaturas a los Óscar, incluyendo la de mejor película y mejor director, y tres candidaturas a los Golden Awards. Recibió 13 nominaciones a los premios de la Academia de Cine Australiano y el premio al mejor director en los Hollywood Film Awards de 2016.

## Premios y distinciones
Premios Óscar
| Año  | Categoría      | Película               | Resultado |
| ---- | -------------- | ---------------------- | --------- |
| 1996 | Mejor Director | Braveheart             | Ganador   |
| 1996 | Mejor Película | Braveheart             | Ganador   |
| 2017 | Mejor Director | Hasta el último hombre | Nominado  |

Premios Globo de Oro
| Año  | Categoría                               | Película               | Resultado |
| ---- | --------------------------------------- | ---------------------- | --------- |
| 2016 | Globo de Oro al mejor Director          | Hasta el último hombre | Nominado  |
| 2016 | Globo de Oro a la mejor Película -Drama | Hasta el último hombre | Nominado  |
| 2006 | Mejor película en lengua no inglesa     | Apocalypto             | Nominado  |
| 2001 | Mejor actor - Comedia o Musical         | What Women Want        | Nominado  |
| 1996 | Mejor actor - Drama                     | Rescate                | Nominado  |
| 1995 | Mejor película - Drama                  | Braveheart             | Nominado  |
| 1995 | Mejor director                          | Braveheart             | Ganador   |

Premios BAFTA
| Año  | Categoría                          | Película   | Resultado |
| ---- | ---------------------------------- | ---------- | --------- |
| 2006 | Mejor película de habla no inglesa | Apocalypto | Nominado  |
| 1995 | Mejor director                     | Braveheart | Nominado  |

Premios Razzie
| Año  | Categoría             | Película          | Resultado |
| ---- | --------------------- | ----------------- | --------- |
| 2015 | Peor actor de reparto | The Expendables 3 | Nominado  |

## Otros datos
Donald Trump nombra a Sylvester Stallone, Mel Gibson y Jon Voight, desde lunes, 20 de enero de 2025 en representantes (diplomático) del gobierno de los Estados Unidos en la industria del cine, televisión... de Hollywood.